# Championnats d'Afrique de karaté 2005
Navigation
Édition précédente Édition suivante
Les championnats d'Afrique de karaté 2005, dixième édition des championnats d'Afrique de karaté, ont lieu du 26 au 27 août 2005 à Luanda, en Angola. Le stade de Cidadela accueille l'événement.
C'est la première fois que l'Angola organise une édition de cette compétition.
Dix-neuf nations participent à la compétition : l'Afrique du Sud, l'Angola, le Bénin, le Botswana, le Cameroun, la Côte d'Ivoire, l'Égypte, le Mali, le Mozambique, la Namibie, le Niger, le Nigeria, l'Ouganda, la République centrafricaine, la République du Congo, le Rwanda, le Sénégal, le Sierra Leone et la Zambie.

## Médaillés

### Hommes
| Épreuve                         | Or | Argent                                                                                | Bronze                                                |
| ------------------------------- | --- | ------------------------------------------------------------------------------------- | ----------------------------------------------------- |
| Kata                            | Farie Dekhait (EGY)                                                                                       | Thabiso Maretlwaneng (BOT)                                                            | S. Elgamat (EGY)                                      |
| Kata                            | Farie Dekhait (EGY)                                                                                       | Thabiso Maretlwaneng (BOT)                                                            | Oumar Fall (SEN)                                      |
| Kata par équipe                 | Égypte | Angola                                                                                | Sénégal Lamine Diallo Moussa Marcel Diallo Oumar Fall |
| Kata par équipe                 | Égypte | Angola                                                                                | République du Congo                                   |
| Kumite −60 kg                   | Thabiso Maretlwaneng (BOT)                                                                                | Jean Mayembo (CGO)                                                                    | Mbama Wilson (CGO)                                    |
| Kumite −60 kg                   | Thabiso Maretlwaneng (BOT)                                                                                | Jean Mayembo (CGO)                                                                    | Ousseynou Thiam (SEN)                                 |
| Kumite −65 kg                   | Vikisikile Majama (BOT)                                                                                   | Ndougsa Christian (CMR)                                                               | Charles Yao Dangbegnon (CIV)                          |
| Kumite −65 kg                   | Vikisikile Majama (BOT)                                                                                   | Ndougsa Christian (CMR)                                                               | Kibinza Prici (CGO)                                   |
| Kumite −70 kg                   | Mohamed Elshemy (EGY)                                                                                     | Boumbissi Georges (CMR)                                                               | Bruno Jamisse (MOZ)                                   |
| Kumite −70 kg                   | Mohamed Elshemy (EGY)                                                                                     | Boumbissi Georges (CMR)                                                               | Fodé Ndao (SEN)                                       |
| Kumite −75 kg                   | Ibrahima Faye (SEN)                                                                                       | Baba Niang (SEN)                                                                      | Adilson Patrício (ANG)                                |
| Kumite −75 kg                   | Ibrahima Faye (SEN)                                                                                       | Baba Niang (SEN)                                                                      | Thomas Keoagile (BOT)                                 |
| Kumite −80 kg                   | Issa Cissé (SEN)                                                                                          | Orlando Luvualo (ANG)                                                                 | Bambay Christian (CMR)                                |
| Kumite −80 kg                   | Issa Cissé (SEN)                                                                                          | Orlando Luvualo (ANG)                                                                 | N'Guessan Ulrich (CIV)                                |
| Kumite +80 kg                   | Abdoulaye Diop (SEN)                                                                                      | Cheick Amed Traoré (MLI)                                                              | Mohamed Fathy (EGY)                                   |
| Kumite +80 kg                   | Abdoulaye Diop (SEN)                                                                                      | Cheick Amed Traoré (MLI)                                                              | Moses Jones (BOT)                                     |
| Kumite open (toutes catégories) | ????? (EGY)                                                                                               | Moses Jones (BOT)                                                                     | Abdoulaye Diop (SEN)                                  |
| Kumite open (toutes catégories) | ????? (EGY)                                                                                               | Moses Jones (BOT)                                                                     | Mouhamed Ndiaye (SEN)                                 |
| Kumite par équipe               | Sénégal Abdourahmane M. Sene Fodé Ndao Ibrahima Faye Baba Niang Issa Cissé Abdoulaye Diop Mouhamed Ndiaye | Angola Fernando Muendo Wanderlei Neto Patrício Malheiro Sérgio Quiala Carlos Makiesse | République du Congo                                   |
| Kumite par équipe               | Sénégal Abdourahmane M. Sene Fodé Ndao Ibrahima Faye Baba Niang Issa Cissé Abdoulaye Diop Mouhamed Ndiaye | Angola Fernando Muendo Wanderlei Neto Patrício Malheiro Sérgio Quiala Carlos Makiesse | Cameroun                                              |

### Femmes
| Épreuve                         | Or                                                            | Argent                    | Bronze                                                                           |
| ------------------------------- | ------------------------------------------------------------- | ------------------------- | -------------------------------------------------------------------------------- |
| Kata                            | Fatimata Aw (SEN)                                             | Goitseone Mongologa (BOT) | Geraldine Agouloa (NGA)                                                          |
| Kata                            | Fatimata Aw (SEN)                                             | Goitseone Mongologa (BOT) | Anna Thiaw (SEN)                                                                 |
| Kata par équipe                 | Sénégal Fatimata Aw Anna Thiaw Marianne Ndiaye                | Nigeria                   | Cameroun                                                                         |
| Kata par équipe                 | Sénégal Fatimata Aw Anna Thiaw Marianne Ndiaye                | Nigeria                   | Égypte                                                                           |
| Kumite −53 kg                   | Marianne Ndiaye (SEN)                                         | Anna Thiaw (SEN)          | Geraldine Aguwa (NGA)                                                            |
| Kumite −53 kg                   | Marianne Ndiaye (SEN)                                         | Anna Thiaw (SEN)          | Marie Ngono (CMR)                                                                |
| Kumite −60 kg                   | Magatte Seck (SEN)                                            | Sylvie Ivrana (CIV)       | Blessing Maduwuba (NGA)                                                          |
| Kumite −60 kg                   | Magatte Seck (SEN)                                            | Sylvie Ivrana (CIV)       | Naglaa Fathy (EGY)                                                               |
| Kumite +60 kg                   | Marlyse Nkada (CMR)                                           | Mpemi Astha (CGO)         | Kèye Fat Faye (SEN)                                                              |
| Kumite +60 kg                   | Marlyse Nkada (CMR)                                           | Mpemi Astha (CGO)         | Joy Okwunze (NGA)                                                                |
| Kumite open (toutes catégories) | Naglaa Fathy (EGY)                                            | Magatte Seck (SEN)        | Kèye Fat Faye (SEN)                                                              |
| Kumite open (toutes catégories) | Naglaa Fathy (EGY)                                            | Magatte Seck (SEN)        | Chiedozie Muonye (NGA)                                                           |
| Kumite par équipe               | Sénégal Magatte Seck Anna Thiaw Marianne Ndiaye Kèye Fat Faye | Nigeria                   | Cameroun                                                                         |
| Kumite par équipe               | Sénégal Magatte Seck Anna Thiaw Marianne Ndiaye Kèye Fat Faye | Nigeria                   | Botswana Goitseone Mongologa Cynthia Gaotingwe Keaitse Matlhodi Lillian Motlhale |

## Tableau des médailles
| Rang  | Nation              | Or | Argent | Bronze | Total |
| ----- | ------------------- | -- | ------ | ------ | ----- |
| 1     | Sénégal             | 9  | 3      | 9      | 21    |
| 2     | Égypte              | 5  | 0      | 3      | 8     |
| 3     | Botswana            | 2  | 3      | 3      | 8     |
| 4     | Cameroun            | 1  | 3      | 5      | 9     |
| 5     | Angola              | 0  | 3      | 1      | 4     |
| 6     | Nigeria             | 0  | 2      | 5      | 7     |
| 7     | République du Congo | 0  | 2      | 4      | 6     |
| 8     | Mali                | 0  | 1      | 0      | 1     |
| 9     | Côte d'Ivoire       | 0  | 0      | 2      | 2     |
| 10    | Mozambique          | 0  | 0      | 1      | 1     |
| Total | Total               | 17 | 17     | 34     | 68    |